# École supérieure de mode de Montréal
 (octobre 2024).
Si vous disposez d'ouvrages ou d'articles de référence ou si vous connaissez des sites web de qualité traitant du thème abordé ici, merci de compléter l'article en donnant les références utiles à sa vérifiabilité et en les liant à la section « Notes et références ».
L'École supérieure de mode de Montréal est une école affiliée à l'Université du Québec à Montréal.
Elle est située au 280 rue Sainte-Catherine Est à Montréal.
Ying Gao y enseigne.